# Zootermopsis nevadensis
Zootermopsis nevadensis är en termitart som först beskrevs av Hagen 1874.  Zootermopsis nevadensis ingår i släktet Zootermopsis och familjen Termopsidae.

## Underarter
Arten delas in i följande underarter:
- Z. n. nevadensis
- Z. n. nuttingi